# Крикето сир Лонгвил
Крикето сир Лонгвил (фр. Criquetot-sur-Longueville) насеље је и општина у северној Француској у региону Горња Нормандија, у департману Приморска Сена која припада префектури Дјеп.
По подацима из 2011. године у општини је живело 194 становника, а густина насељености је износила 26,87 становника/km². Општина се простире на површини од 7,22 km². Налази се на средњој надморској висини од 101 метар (максималној 137 m, а минималној 75 m).

## Демографија
| 1962. | 1968. | 1975. | 1982. | 1990. | 1999. | 2011. |
| ----- | ----- | ----- | ----- | ----- | ----- | ----- |
| 150   | 160   | 137   | 163   | 153   | 159   | 194   |

График промене броја становника у току последњих година